# Стоманобетонна плоча
Стоманобетонните плочи са равнинни стоманобетонни конструкции (обикновено хоризонтални), които в съвременното строителство се използват масово в подовите конструкции на многоетажни сгради. Плочите могат да се използват и като фундаменти (фундаментна плоча), в мостови конструкции (пътна плоча), като покривни конструкции (покривна плоча), елемент на пилотни фундаменти (ростверк) и други. Стоманобетонните плочи обикновено имат дебелина между 10 и 50 сантиметра и по начина си на изпълнение могат да бъдат монолитни (изливани на място) и сглобяеми (от предварително произведени елементи).

## Вижте още
- Стомано-стоманобетонна плоча